# Иржи Новотни
Иржи Новотни е чешки футболист, играещ като централен защитник или опорен халф. Най-известен като футболист на Спарта Прага и Рубин Казан. Има 33 мача за националния отбор на Чехия, с който участва на Евро 2000.

## Кариера
През по-голямата част от кариерата си Новотни играе за Спарта Прага, като записва над 300 срещи и става един от емблематичните футболисти на клуба. Със Спарта той печели 14 титли на Чехословакия и Чехия, а през 1989 г. и турнира Интертото. През 2003 Новотни преминава в новака в Руската Премиер лига Рубин Казан. Защитникът е в основата за доброто представяне на Рубин в елита, като отборът достига трето място. Иржи отбелязва 6 попадения, като 4 от тях са с глава. През 2004 г. не попада толкова често в стартория състав, а Рубин се класира на разочароващата 10-а позиция. След края на сезона Новотни напуска и преминава в СИАД Мост. След това играе за още няколко клуба в родината си, включително и Дукла Прага, който през 2010 г. се завръща в Гамбринус лигата.
Има записани 405 мача в шампионата на Чехия, което го поставя на осмо място във вечната ранглиста по този показател.